# Antons Justs

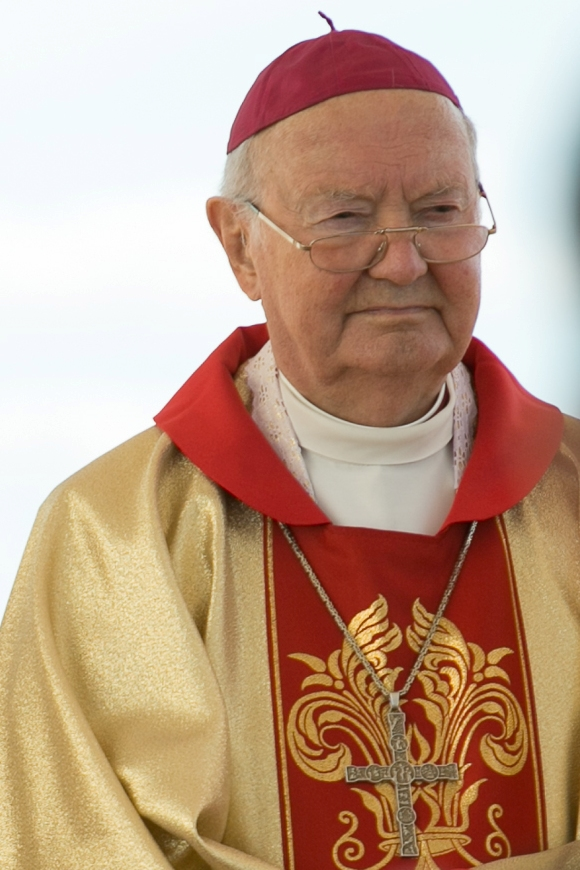
Antons Justs (2015)

Antons Justs (dt.: Anton Justus; * 22. November 1931 in Varakļāni, Lettland; † 17. Februar 2019) war ein lettischer Geistlicher und römisch-katholischer Bischof von Jelgava.

## Leben
Anton Justus (Antons Justs) wuchs in der lettischen Kleinstadt Varakļāni auf. Im Zweiten Weltkrieg floh seine Familie im Sommer 1944 angesichts des Vormarsches der Roten Armee nach Deutschland, denn die Erinnerung an den Terror während der ersten Besetzung Lettlands durch die Sowjetunion 1940/1941 war noch lebendig. Antons Justs besuchte die Volksschule in Lübeck. 1949 ermöglichte ihm der im belgischen Exil lebende Bischof Boļeslavs Sloskāns den Besuch des Gymnasiums mit anschließenden Studium der Philosophie und Theologie in Innsbruck. In der Benediktinerabtei Keizersberg bei Löwen (Leuven) in Belgien wurde er am 11. Juli 1960 von seinem Mentor zum Priester geweiht. In der Folgezeit reiste er in die USA und wurde 1962 Vikar in Arlington, später dann Dekan in  Washington, D.C.
Nach der Wiederherstellung der Unabhängigkeit Lettlands 1990 lud Jānis Pujats, Erzbischof von Riga, Justs ein, in seinem Heimatland theologische Vorträge zu halten. Denn die katholische Kirche in Lettland war während der zweiten Besetzung Lettlands durch die Sowjetunion von den theologischen Entwicklungen weltweit abgeschnitten gewesen. 1992 wurde Justs Spiritual am Priesterseminar Riga und 1994 dessen Rektor.
Am 7. Dezember 1995 ernannte ihn Papst Johannes Paul II. zum Bischof des neu geschaffenen Bistums Jelgava und spendete ihm am 6. Januar 1996 im Petersdom die Bischofsweihe. Mitkonsekratoren waren die Kurienerzbischöfe Giovanni Battista Re und Jorge María Mejía. In der Kommission der Bischofskonferenzen der Europäischen Gemeinschaft (COMECE) vertrat er die lettischen Bischöfe.
Im Kanonisierungs-Prozess seines Mentors Boļeslavs Sloskāns wurde Antons Justs als Zeitzeuge gehört.
Am 22. Juli 2011 nahm Papst Benedikt XVI. sein aus Altersgründen vorgebrachtes Rücktrittsgesuch an.

Bischofswappen Antons Justs’

## Wappen und Wahlspruch
Das Wappen ist dreigeteilt und zeigt im oberen Teil rechts drei goldene Sterne auf silber/weißem Grund. Sie stehen für die heiligen 3 Könige, an deren Festtag (6. Januar) er zum Bischof geweiht wurde, darüber der Stern von Bethlehem für die Gegenwart Jesu. Die drei Sterne verweisen auch auf seine Heimat, die drei Regionen Lettlands (lett. Kurzeme, Vidzeme und Latgale). Oben links gold auf blauem Grund das M (Maria) aus dem Papstwappen Johannes Pauls II., der ihn zum Bischof weihte. Unten auf rotem Grund das Osterlamm mit Kreuzesfahne, das Wappen der lettischen Bischöfe.
Seinen Wahlspruch Ut vitam habeant („Damit sie das Leben haben“) entnahm Bischof Justs dem Johannesevangelium (Joh 10,10 ):
„Ich selbst habe das Leben der Verachtung gesehen und will, dass alle Menschen, wie Christus nach Tod und Auferstehung zum ewigen Leben gelangen.“

## Ehrungen
Für seinen Einsatz für die katholische Kirche in der Hauptstadt der Vereinigten Staaten und in seinem Heimatland wurde Antons Justs 1992 von Papst Johannes Paul II. und dem Präsidentenehepaar Reagan ausgezeichnet.